# Rocky Gale
Rocky Gale (* 22. Februar 1988 in Portland, Oregon) ist ein amerikanischer Baseballspieler. Er besuchte die University of Portland, bevor er von den San Diego Padres im MLB Draft 2010 ausgewählt wurde. Sein MLB-Debüt gab er 2015 für die Padres.

## Karriere

### San Diego Paders
Nachdem er 2010 von den Padres ausgewählt worden war, gab Gale sein Debüt im professionellen Baseball mit den Eugene Emeralds, einer Mannschaft, die er bereits aufwachsend beobachtete. In der Saison schlug Gale eine Batting Average von .292 mit 47 Hits, fünf Doubles und 16 Runs Batted In (RBI) in 43 Spielen. Er wurde zu den Portland Beavers befördert, die Mitglieder der Triple-A Pacific Coast League (PCL) waren, spielte dort aber nicht. Am Tag der Arbeit 2011 feierte Rocky seinen ersten Homerun in der Profiliga.
Im Jahr 2015 spielte Gale für die El Paso Chihuahuas der PCL. Die Padres beförderten ihn am 2. September 2015 in die Major League. Er schlug seinen ersten Homerun der MLB bei einer Niederlage von 13:7 gegen die Arizona Diamondbacks am 20. September 2017. Er wurde am 22. Februar 2018 entlassen.

### Los Angeles Dodgers
Gale unterzeichnete am 25. Februar 2018 einen Minor-League-Vertrag mit den Los Angeles Dodgers. Er wurde den Oklahoma City Dodgers zugewiesen, wo er für das Triple-A All-Star Game ausgewählt wurde. Die Dodgers riefen ihn am 2. September in die MLB. Er wurde am 23. Juli 2019 aus dem Kader der Dodgers gestrichen.

### Tampa Bay Rays
Am 31. Juli 2019 wurde Gale an die Tampa Bay Rays getraded. Nach der Saison 2019 wurde er Free Agent.

### Los Angeles Dodgers
Gale unterzeichnete am 27. November 2019 einen weiteren Minor-League-Vertrag mit den Los Angeles Dodgers. Am 2. November 2020 wurde er erneut ein Free Agent.

### Cincinnati Reds
Am 8. Januar 2021 unterzeichnete Gale einen Minor-League-Vertrag mit den Cincinnati Reds. Gale verbrachte die Saison 2021 bei den Triple-A Louisville Bats. Er bestritt 26 Spiele für Louisville, schlug dabei .208 und erzielte 3 Runs. Am 2. Oktober wurde Gale von den Reds entlassen.

## Persönliches
Gales Vater, Paul Gale, war Coach am Western Baptist College/Corban University in Salem, Oregon. Er ist derzeit Scout für die Houston Astros. Rocky Gale heiratete seine Frau Leah im Dezember 2009, nachdem er sich mit ihr seit der High School getroffen hatte. Der Name seiner Mutter ist Janice Gale, und er hat zwei Brüder, K. C. und Ross, und eine Schwester; Hannah.